# Ornak (grzbiet)

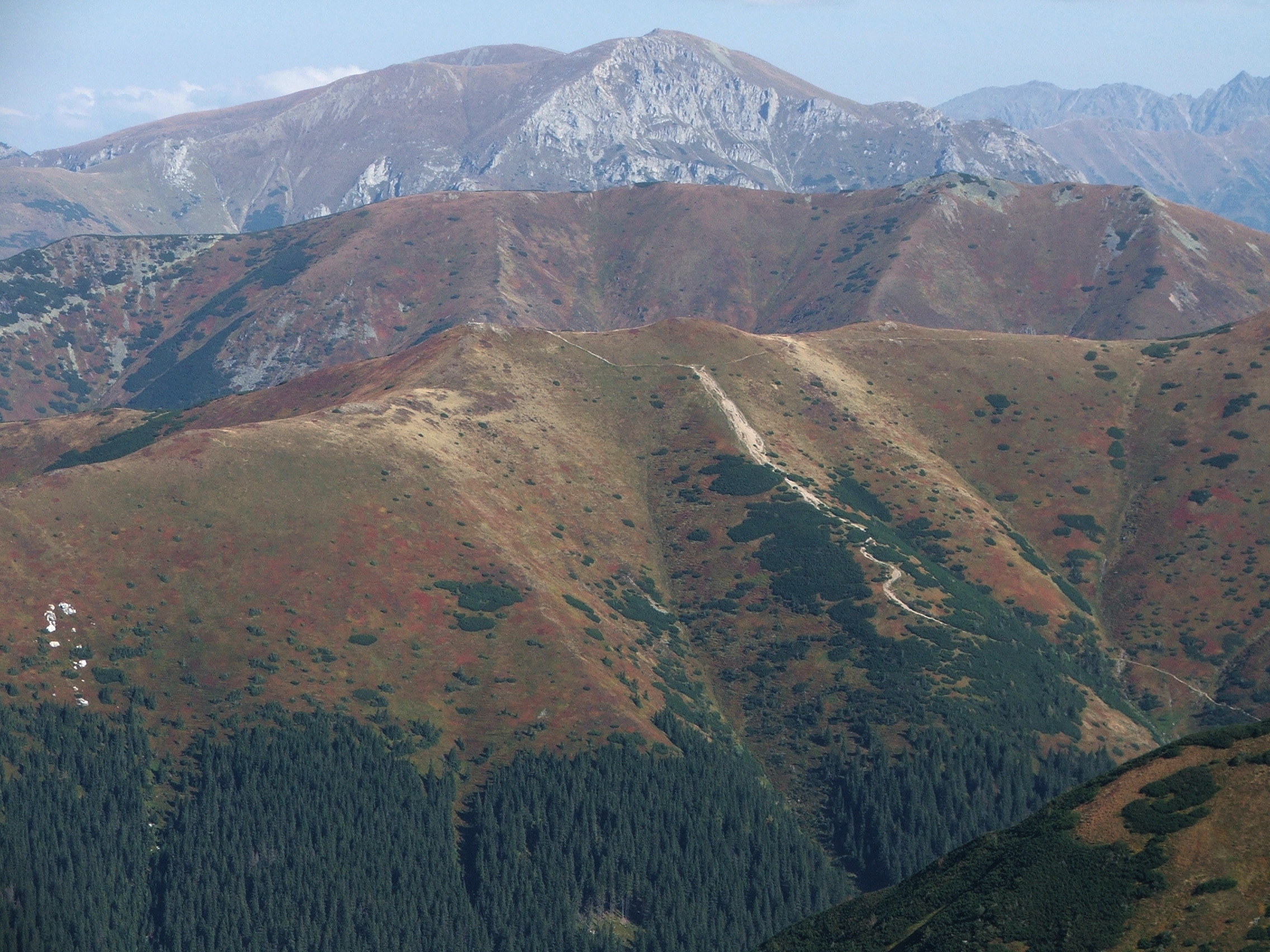
Od góry: Ciemniak, Ornak, Trzydniowiański Wierch

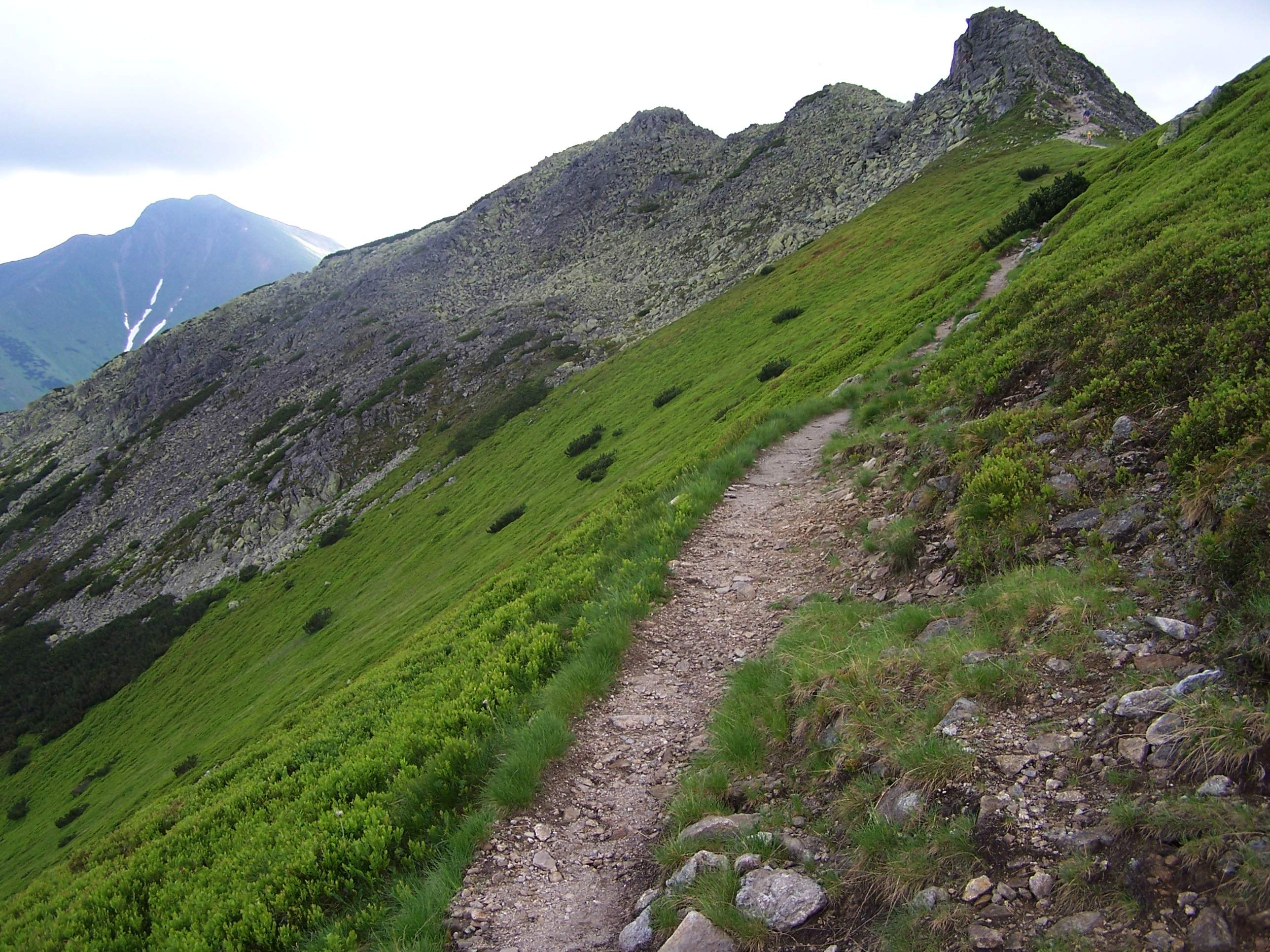
Wschodnie zbocza Ornaku. W głębi Kamienista

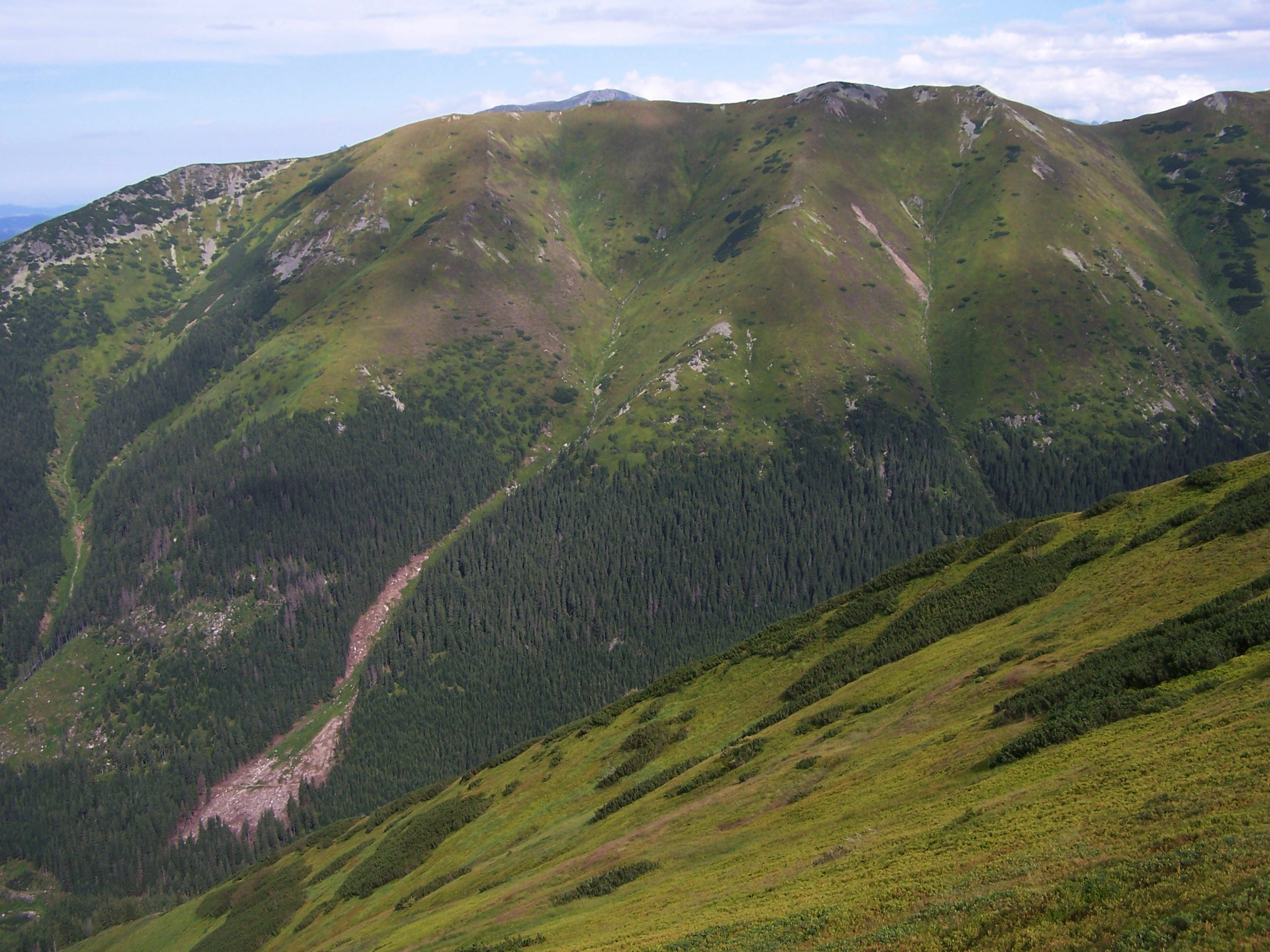
Zachodnie zbocza Ornaku

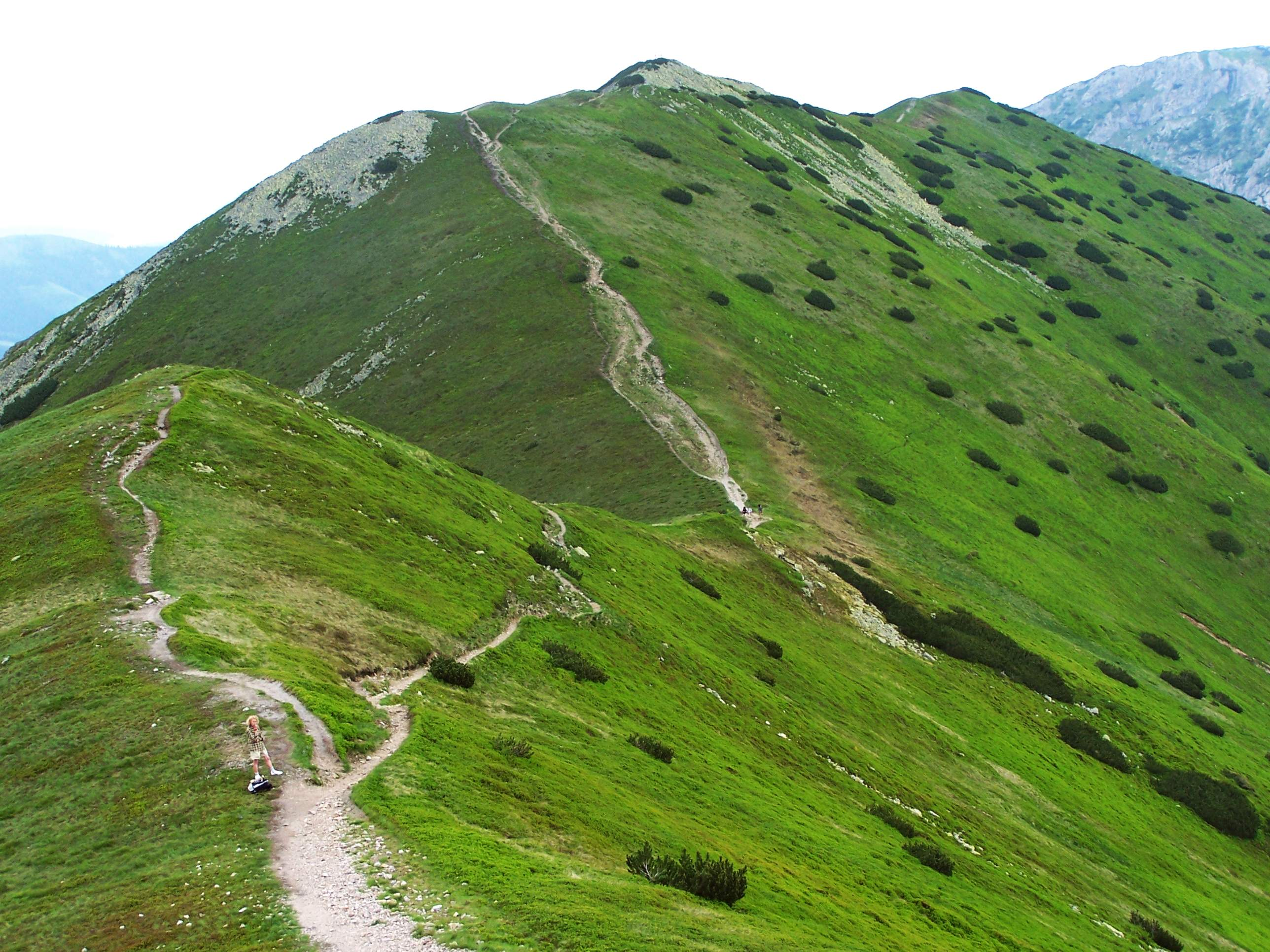
Grzbiet Ornaku

Ornak – grzbiet górski, część północnej grani Siwego Zwornika w polskich Tatrach Zachodnich. Oddziela Dolinę Starorobociańską od Doliny Pyszniańskiej.

## Pochodzenie nazwy
Nieznane jest pochodzenie nazwy góry. W dokumentach górniczych z XVI wieku ma ona nazwę Hornok. Przypuszczalnie grzbiet górski otrzymał nazwę wtórnie od hali Ornak – dawnej hali na jego zboczach. Według etymologii ludowej, pochodzi ona od słowa orzeł (w podhalańskiej gwarze oreł), który podobno kiedyś uniósł tutaj do góry 7-letniego chłopca, a następnie upuścił go na ziemię; chłopak zabił się. Prawdziwy źródłosłów nazewnictwa hali i góry pozostaje jednak nieustalony.

## Topografia
Jest to boczne odgałęzienie grani głównej Tatr odbiegające od niej pomiędzy szczytami Starorobociańskiego Wierchu i Błyszcza w niewybitnym szczycie zwornikowym – Siwym Zworniku. Długi, masywny grzbiet Ornaku biegnie w kierunku północnym od Siwej Przełęczy do Iwaniackiej Przełęczy i ma kilka kulminacji, którymi są: Kotłowa Czuba (1840 m), Zadni Ornak (1867 m), Ornak (1854 m), Suchy Wierch Ornaczański (1832 m n.p.m.) Przedzielone one są niewielkimi przełęczami: Kotłowym Siodłem, Ornaczańską Przełęczą i Wyżnią Ornaczańską Przełęczą.
Ornak wznosi się ponad otaczającymi go dolinami na wysokość względną 500–700 m. Na wschodnich zboczach znajduje się dawniej wypasana Hala Ornak. Do Doliny Starorobociańskiej opada kilka żlebów: Banisty Żleb, Pośredni Żleb, Graniczniak, Żleb na Przełęcz, Żleb pod Pyszną, do Doliny Pyszniańskiej żleb Piszczałki, Ornaczański Żleb i najbardziej znany Żleb pod Banie. Żlebami tymi w zimie często schodzą lawiny.

## Opis grzbietu
Grzbiet Ornaku jest na znacznej długości odsłonięty, roztaczają się z niego rozległe widoki, szczególnie na pobliski Kominiarski Wierch i rejon Doliny Tomanowej i Pyszniańskiej z wznoszącymi się nad nimi szczytami Ciemniaka, Tomanowego i Smreczyńskiego Wierchu, Kamienistej oraz na Błyszcz i Starorobociański Wierch, które prezentują się stąd bardzo okazale. W czasie burzy grzbiet jest niebezpieczny.
Zbudowany jest ze skał metamorficznych z dodatkiem granitów, wierzchołek zaś i część masywu od strony północnej z kwarcytowych piaskowców. W jego masywie już od XV wieku istniały kopalnie, w których wydobywano rudy metali kolorowych, a od XVII wieku również rudy żelaza. Góra penetrowana była od dawna przez pasterzy i górników, pierwsze odnotowane wejścia zimowe miały miejsce w 1910 r. Na porośniętym murawą grzbiecie dominuje granitolubna roślinność; obok boimki dwurzędowej i situ skuciny liczne porosty i karłowaty widłak wroniec, wiosną zakwitają obficie dzwonek alpejski, sasanka alpejska i inne tatrzańskie rośliny. Z rzadkich w Polsce roślin występuje gnidosz Hacqueta, turzyca skąpokwiatowa, przymiotno węgierskie i turzyca tęga Na zachodnich stokach Suchego Wierchu Ornaczańskiego (Baniste) znajduje się najdalej na zachód wysunięte znane naturalne stanowisko limby w polskich Tatrach.

## Szlaki turystyczne
– zielony szlak biegnący z Iwaniackiej Przełęczy przez cały grzbiet Ornaku, Siwą Przełęcz i Siwe Turnie na przełęcz Liliowy Karb. Czas przejścia: 2:20 h, z powrotem 1:55 h
 – masyw Ornak można również osiągnąć, wchodząc czarnym szlakiem na Siwą Przełęcz, prowadzącym z Doliny Chochołowskiej przez Dolinę Starorobociańską. Czas przejścia: 2:30, ↓ 2 h.
Wygodnym punktem wypadowym na Ornak jest schronisko PTTK na Hali Ornak w górnej części Doliny Kościeliskiej.